# عبدالجلیل قزوینی رازی
نصیرالدین عبدالجلیل بن ابی الحسین بن ابی الفضل قزوینی مشهور به عبدالجلیل قزوینی رازی (زنده تا سال ۵۶۰ ق) از مردم قزوین است که بعدها به شهر «ری» رفته و در آنجا سکنا گزیده، به همین جهت گاهی او را عبدالجلیل رازی هم می‌گویند و از دانشمندان سرشناس شیعه به‌شمار می‌رفته‌است دو تن دیگر از علمای مشهور شیعهٔ ری که از معاصران وی بوده‌اند نیز عبدالجلیل نام داشته‌اند که نخست عبدالجلیل بن ابی الفتح و دیگر عبدالجلیل بن عیسی و هر دو از سرآمدان علمای شیعه بوده‌اند؛ و اینان نیز معروف به «عبدالجلیل رازی» می‌باشند، ولی مسلم است که اگر این دو نفر گاهی با هم مشتبه شوند (چنان‌که برخی آن‌ها را یکی می‌دانند) اما شیخ عبدالجلیل قزوینی رازی معروفتر از آن‌ها است، و به همین علت هم موجب اشتباه نمی‌گردد. عبدالجلیل قزوینی ردی بر کتاب «بعض فضایح الروافض» بنام «بعض مثالب النواصب» در دفاع شیعه نوشته که بنام «النقض» شهرت یافته‌است.
کتاب «نقض» در شمار متون کهن فارسی شناخته می‌شود و حاوی اطلاعات فراوان تاریخی، مذهبی، جغرافیایی، کلامی و… است.
وی همچنین از استادان بلندپایهٔ ابن شهرآشوب بود.